# Catedral de San Vicente (Viviers)
La catedral de San Vicente de Viviers o simplemente catedral de Viviers (en francés: Cathédrale Saint-Vincent) es una iglesia católica en la ciudad de Viviers en el departamento de Ardèche, en Francia. Es la sede de la diócesis de Viviers.

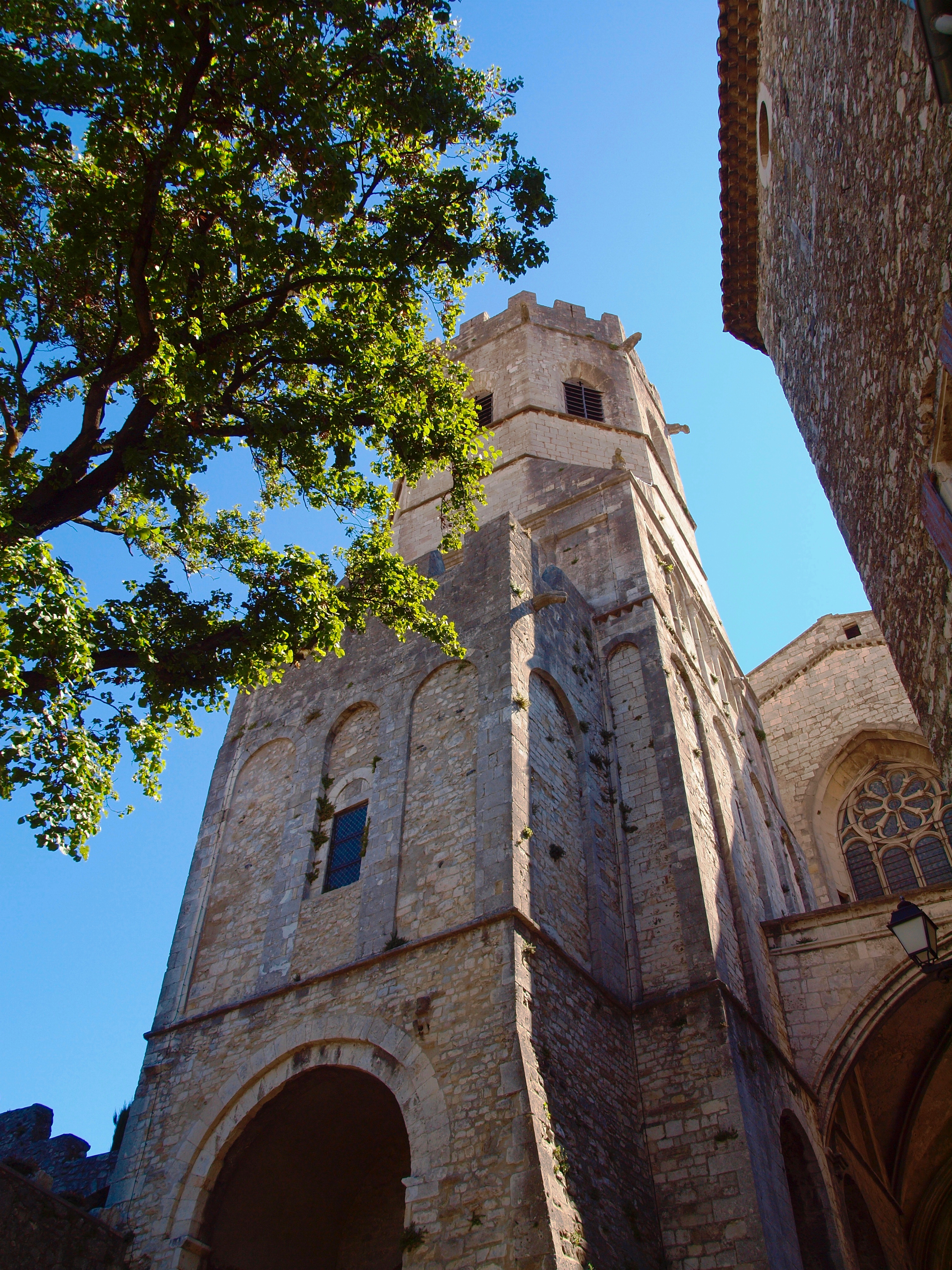
Otra vista del templo.

La construcción de la torre data del siglo XI, y la mayor parte del resto del edificio del siglo XII. El techo abovedado fue destruido durante las Guerras de Religión del siglo XVI, y no fue reconstruido hasta el siglo XVIII, cuando la obra fue realizada por Jean-Baptiste Franque.
La catedral se ha protegido como un monumento histórico de Francia desde el 9 de agosto de 1906.
El campanario, todavía llamado "campanile" o Torre San Miguel, se remonta a una construcción del siglo XI. Hoy conectado a la nave por un porche, que era la puerta de entrada al cuarto canónica. Su base cuadrada, decorada con bandas lombardas, contaba con un baptisterio, que ahora está tapiado. Por encima de ella hay una capilla dedicada a San Miguel.